# Het eiland van dokter Moreau
Het eiland van Dokter Moreau (Engels: The Island of Doctor Moreau) is een roman, geschreven door de Engelse schrijver H.G. Wells.
Het boek werd voor het eerst gepubliceerd in 1896. Het verhaal kan gezien worden als een mengeling van sciencefiction, horror en avontuur.

## Samenvatting
In het boek wordt een gevonden verslag beschreven, van een zekere Edward Prendick die beweert een eiland bezocht te hebben waar vreemde experimenten plaatsvonden. Er wordt gesteld dat niet bepaald kan worden om welk eiland het hier gaat en of het betreffende eiland überhaupt bestaat. Daarna volgt de tekst van het verslag.
Edward komt na een schipbreuk op een eiland in de Indische Oceaan terecht. Hier blijkt de verdwenen Britse bioloog Dr. Moreau te wonen. Deze geniale maar uiterst omstreden bioloog is destijds gevlucht uit Engeland omdat hij verboden experimenten had uitgevoerd op dieren. Hij leeft hier samen met zijn assistent Montgomery; ze hebben een lab waar ze met dieren experimenteren.
Terwijl Edward over het eiland zwerft ontdekt hij vreemde wezens. Ze lijken op een kruising tussen mensen en dieren. Deze wezens leven in een apart dorp in het oerwoud. Ze blijken te kunnen spreken en doen hun best om zich zo menselijk mogelijk te gedragen. Toch hebben ze een sterke drang om dierlijk gedrag te vertonen maar ze houden elkaar in het gareel via "de wet". Wanneer een wezen zich dierlijk gedraagt, door bijvoorbeeld op handen en voeten te gaan lopen of dierengeluiden te maken wordt deze ter behandeling meegenomen naar het lab van de dokter, waar ze erg bang voor zijn. Edward ontdekt dat deze wezens Moreau als een god vereren.
Edward spreekt vervolgens met Dr. Moreau. Deze legt uit dat hij in zijn laboratorium een operatiekamer heeft waarin hij dieren tot mensen ombouwt via onder andere vivisectie. De dieren moeten in het gareel gehouden worden via hypnose en angst voor Moreaus lab en mogen absoluut nooit bloed drinken aangezien ze dan hun instincten mogelijk terugkrijgen. Dat de dieren zonder verdoving worden geopereerd vindt de dokter niet erg. Volgens hem is hun reactie op pijn slechts een door de natuur ingebouwde functionaliteit maar hebben ze er eigenlijk geen last van.
Op een dag gaat het mis. Moreau is bezig me een operatie aan een poema. Deze is niet goed vastgebonden en de dokter wordt aangevallen. Tijdens de aanval wordt Moreau gedood. Niet veel later sterft ook Montgomery nadat hij en enkele beestmensen zichzelf bedrinken en de dieren zich in hun dronken bui niet meer kunnen beheersen. Verder gaat het lab in vlammen op wanneer Edward per ongeluk een lamp omstoot.
Nu neemt Edward de leiding over de wezens over en probeert zich uit alle macht staande te houden. Langzaamaan nemen de wezens hun oude gedrag weer over en na verloop van tijd gaan ze Edwards gezag negeren. Kennelijk kon het menselijke gedrag alleen in stand gehouden worden door de wezens niet alleen te onderwerpen maar moesten ze ook eens in de zoveel tijd een corrigerende operatie ondergaan. Alleen een wezen dat uit een hond is voortgekomen blijft hem nog lange tijd trouw. Edward merkt dat hij steeds meer gevaar begint te lopen. Hij probeert uit de buurt van de wezens te blijven, want hij beseft dat ze hem meer en meer als prooi zullen gaan zien.
Dan komt de redding. Op een dag spoelt een sloep met twee overleden schipbreukelingen aan. Hij sleept de lijken het strand op en gaat er vervolgens vandoor met de boot. Hij ziet hoe de wezens van de lijken beginnen te eten. Edward wordt uiteindelijk opgepikt door een schip. Bang dat hij voor gek zal worden verklaard, houdt hij het verhaal over het eiland voor zich. Terug in Engeland begint hij zich steeds minder op zijn gemak te voelen onder de mensen, daar hij diep van binnen vreest dat ook zij beestvolk zijn. Daarom trekt hij zich in stilte terug en gaat zich bezighouden met astronomie.

## Verfilming van het boek
'Het eiland van dokter Moreau' is meerdere malen verfilmd.
- Island of Lost Souls 1933, door Erle C. Kenton
- The Island of Dr. Moreau 1977, door Don Taylor
- The Island of Dr. Moreau 1996, door John Frankenheimer

## Trivia
- Twee jaar na de publicatie van het boek werd de British Union for the Abolition of Vivisection opgericht.

## Nederlands
In 1980 verscheen een Nederlandse versie van dit boek bij A.W. Bruna Uitgevers in de reeks Bruna SF. Het was daar het voorlaatste boek in de serie. Karel Thole had de kaft ontworpen, Annamarie Kindt was de vertaalster van dienst. In 2019 werd een stripboek uitgegeven, vertaald uit het Frans.